# ウィッカーマン (1973年の映画)
『ウィッカーマン』（The Wicker Man）は、1973年製作のイギリス映画。スコットランドに古くから伝わる原始的宗教が生き残る島を描いた、ミステリアスなフォークミュージカル風恐怖ドラマ。キリスト教以前のペイガニズムが信仰されるのどかな島で、外からやってきた熱心なキリスト教徒の警官が異教徒に迫害されるさまを描いている。
本作をカルト映画と評する向きもある。ガーディアン紙はホラー映画ベスト25を紹介する企画でこの映画を4位に選出し、Cinefantastique誌が「ホラー映画の『市民ケーン』」と評したのを紹介しつつ、公開前後に様々なトラブルに見舞われ不遇だった映画が1980年代までにはカルト的な地位を確立したと述べている。
「ウィッカーマン」とは、『ガリア戦記』に記述されている柳の枝で編まれた巨大な人型の檻で、ドルイド教徒が生贄となる人間を入れて燃やしたものである。
2006年にニコラス・ケイジ主演、ニール・ラビュート監督でリメイクされた。

## あらすじ
スコットランド・ハイランド地方西部の警察に勤める中年の巡査部長ニール・ハウイー（エドワード・ウッドワード）は、ヘブリディーズ諸島のサマーアイルという孤島で行方不明になった少女ローワン・モリソンを探してほしいという匿名の手紙を受け取る。ハウイーが飛行艇で向かった先で見たものは、島の領主であるサマーアイル卿（クリストファー・リー）のもとでキリスト教の普及以前のケルト的ペイガニズムが復活していた風景だった。島民は農業に励む普通の生活を送っているが、宗教生活や性生活だけは他のイギリス人と異なっていた。彼らは生まれ変わりを信じ、太陽を信仰し、子供たちに生殖と豊作を願うための性的なまじないを教え、大人たちは裸で性的な儀式に参加していた。
ハウイーは非常に厳格なキリスト教を信仰しているため、これらの風習に衝撃と嫌悪を隠せなかった。宿では、あるじの娘のウィロー（ブリット・エクランド）が艶かしい踊りと歌でハウイーを誘惑し、彼を困らせる。「五月祭」の近づく中、島民は準備や儀式に忙しく、彼の捜査は進まない。教師や役人も含め、島民は「ローワンという少女はここにはいない、最近死んだばかりだ」と口をそろえる。ハウイーは島の権力者であるサマーアイル卿のもとへゆくが、そこで彼はサマーアイル島の物語を聞かされる。サマーアイル卿の祖父の世代、凶作が続いたために皆でキリスト教を捨てて古代の宗教儀式に戻ったところ島は豊かになり、リンゴの名産地になれたという。
ハウイーは次第に、少女は人身御供として殺されたか、あるいはこれから殺されるのでは、との疑念を抱くようになる。やがてローワンの墓を暴くと中には野ウサギしか入っていなかったこと、ローワンが昨年の五月祭の主役（メイクイーン）であったこと、凶作の年の五月祭は生贄が供えられることを知り、今年のリンゴの凶作のために去年の五月祭の主役だった少女が五月祭で殺されることを確信する。飛行艇の故障で応援の呼べないハウイーは、少女を救うべく、五月祭の主役である愚者パンチを演じる予定の宿のあるじを昏倒させ、自らがパンチの扮装をしてサマーアイル卿が先導する五月祭の行進に紛れ込む。ハウイーを含めた扮装した島民の行進は、町外れの海辺の丘に立つ、柳の枝で出来た巨大な「ウィッカーマン」の像へと向かう。
祭が始まり現れたローワンが生贄にされかけたところをハウイーは救うが島民に取り押さえられ扮装を暴かれる。そこでサマーアイル卿は予定している生贄はローワンではなくハウイーであり、今までのすべては彼をこの島へ招きよせて生贄にするための罠だったことを明かす。五月祭で燃やされる生贄は少女ではなく4つの条件があった。愚者パンチのように童貞で、賢くかつ愚かな者でなければならず、しかも王の代理としての力を持ち、自由意思で来なければならない。ハウイーは信仰のために童貞であり、政府の警官＝女王の代理として自ら進んで島へやってきて、謎を解く過程で罠にはまった、ということで生贄の条件をすべて満たしたのである。サマーアイル卿は島民たちの信仰の主宰者としてハウイーをウィッカーマンの中に閉じ込め、火を投じた。死の恐怖に直面したハウイーが詩篇23篇を絶叫するなか、サマーアイル卿やローワン、島民らは来年の豊作を祈って、燃えるウィッカーマンの周りで中英語の歌『夏は来たりぬ』を歌い五月祭は最高潮を迎えるのであった。

## キャスト
- エドワード・ウッドワード - ハウイー巡査
- クリストファー・リー - サマーアイル卿
- ダイアン・シレント（英語版） - ミス・ローズ
- イングリッド・ピット（英語版） - 図書館員
- ブリット・エクランド - ウィロー

※ allcinemaでのリリース時にはサマーアイル卿にクリストファー・リーの吹替声優として知られている家弓家正を起用し、新たに日本語吹替版を製作する企画があったが、予算の都合により実現しなかった。

## スタッフ
- 監督 - ロビン・ハーディ（英語版）
- 脚本 - アンソニー・シェーファー
- 製作 - ピーター・スネル（英語版）

## 製作の背景とさまざまなバージョン

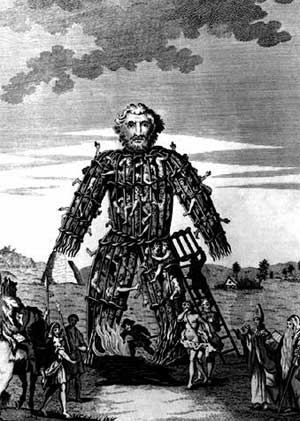
ウィッカーマンを描いた18世紀の挿絵。中に多数の生贄を詰め込んだ柳の枝でできた人型が燃やされる

『ウィッカーマン』はハマー・フィルムのホラー映画の吸血鬼役で知られたクリストファー・リーが自らの演技の地平を広げようとしていた時期に、ブリティッシュ・ライオンの社長ピーター・スネルと共同で作った映画だった。まずリーと劇作家アンソニー・シェーファーが出合い、一緒に映画を作ろうという話が決まり、ブリティッシュ・ライオン社が企画に加わった。シェーファーと監督のハーディは、ハマー・フィルムのホラー映画のファンであったが、これから作る映画はそれらと対照的な印象の映画、例えば「古代の宗教」を中心に据えたホラーにすれば面白いだろうと考えた。
シェーファーは、警官が田舎で起こる儀式殺人の調査のために呼ばれるというデイビッド・ピナーの小説『Ritual』（1967年）を読んで、これを原作としようと考えた。『Ritual』は、もとはマイケル・ウィナーの監督、ジョン・ハートの主演を予定してピナーが執筆した映画原案だったが、ウィナーが企画から降りたために、小説として完成させたものだった。シェーファーとリーはピナーから映画化権を買って脚本化に取り掛かったが、そのままではうまく映画にならないと考え、小説に基づいてはいるがほとんど別の物語として脚本を執筆した。シェーファーは普通のホラー映画よりも「若干洗練された」映画にしたいと考え、暴力や流血は最小限にしようとした。映画の中の人身御供の儀式がどのようなものかを思いついた瞬間にようやくこの映画の焦点が明確になったという。題名ともなっている「ウィッカーマン」を儀式の中心とし、現代のキリスト教徒と田舎の異教の共同体を対立させるというアイデアにシェーファーは興味をそそられ、異教に関する研究に打ち込んだ。ハーディとの打ち合わせで、現代の現実にありそうな場所を舞台に、本物の伝統音楽を伴奏にして、異教の要素を客観的かつ正確に紹介する、という基本が定まった。素材の一つとして、ジェームズ・フレイザーの宗教や神話に関する研究書である『金枝篇』が使われた。

### 配役
主演の警官役を打診されたマイケル・ヨークらが断ったため、スパイを題材にしたイギリスのテレビドラマシリーズ『Callan』（1967年 - 1972年）で茶の間に親しまれていたエドワード・ウッドワードがキャスティングされた。イギリスのホラー映画のベテラン女優であるイングリッド・ピットは図書館員として配役された。またスウェーデン出身の女優ブリット・エクランドが宿の娘ウィロー役に選ばれたが、スコットランド地方の訛りがうまく話せなかったためエクランドの会話は女優・歌手のアニー・ロスの吹替となり、ウィローが宿の警官の部屋の隣室で『ウィローズ・ソング』を裸で歌うシーンは、エクランドがトップレスしか承諾していなかったので、尻の映る後ろ姿は代役である。

### 撮影
当時はイギリス映画の危機の時代で、予算は極めて厳しく、早く製作にかかるよう会社から強く要請されたため、初夏という設定の映画は秋に撮影されている。しかも撮影中にブリティッシュ・ライオン社はEMIに買収された。

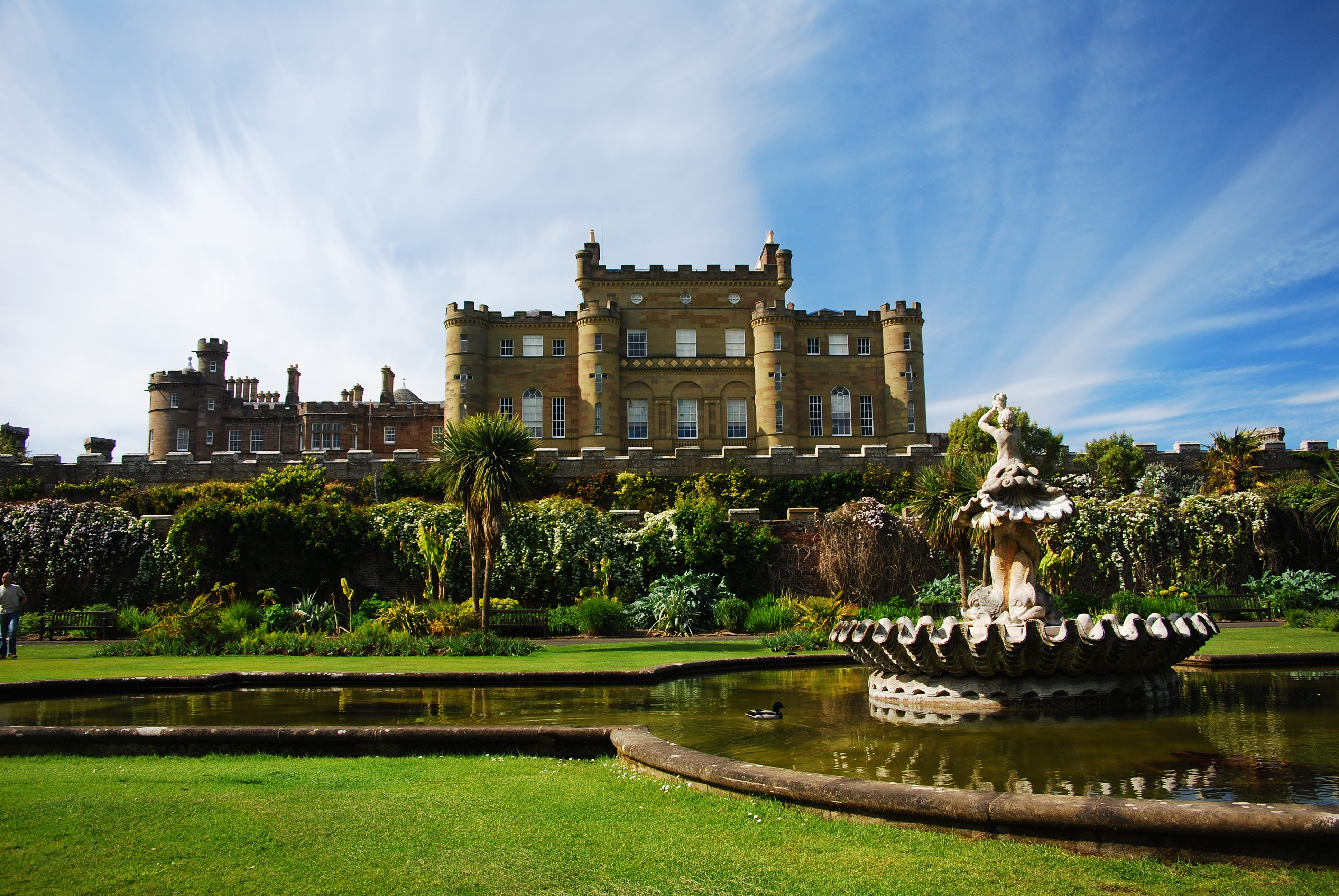
カレイン城

飛行艇が奇岩の立つ孤島上空を飛ぶオープニングの場面は、インナー・ヘブリディーズ諸島のスカイ島付近で撮影された。島内の場面の大部分のロケーションはスコットランドのカイル・オブ・ロハルシュに近いプロックトン（ネス湖で有名なインヴァネスから電車で3時間程度）である。ここでは、BBCスコットランド製作の人気TVシリーズ『マクベス巡査』も撮影されている。スコットランド南部のマチャーズ半島南端にある港町アイル・オブ・ホイットホーンもいくつかの場面でのロケ地となっており、町の人々や地元の城の持ち主らがエキストラとして登場している。ウィッカーマンの像が燃やされるクライマックスの祝祭のロケ地となったのは、アイル・オブ・ホイットホーン近くの半島最南端の岬バロウヘッドの断崖上であった。サマーアイル卿の居城の場面はスコットランド南部のカレイン城で1972年秋に撮影された。
ブリット・エクランドはウィッカーマンに火をつけるシーンで中に詰め込まれた生き物が死んでいると述べたが、監督のハーディは、撮影時は生き物の扱いにはかなり慎重であり、ウィッカーマンが燃えるシーンでは中に生き物はいなかったと述べている。

### 配給
出来上がった120分のフィルムからブリティッシュ・ライオン社の指示で本土での捜査シーンなど20分をカットして、監督のロビン・ハーディは99分のディレクターズカットを作り上げた。彼らはアメリカでの興行を期待してハリウッドのB級映画プロデューサーのロジャー・コーマンの元にフィルムを送って意見を求めたが、返事は興行成功のためにはさらに削除したほうがいいというものであり、結局ブリティッシュ・ライオン社は87分にまでカットした。コーマンはアメリカでの上映権は求めず、上映権はワーナー・ブラザースが手にしたが、ドライブインシアター公開に終わった。カットに次ぐカットでプロットのつながりが崩れると抗議したリーも英国で公開して観客に観てもらい批評してもらいたいとの思いが強く、87分の劇場公開版が翌1973年12月にロンドンでの試写会で上映され、翌1974年1月にイギリスで『赤い影』との二本立てで公開された。1974年のパリ・ファンタスティック映画祭でも受賞した。

### オリジナル版の捜索と修復
監督のハーディは、一方でオリジナルの公開を願っており、1970年代半ばからリーや脚本のシェーファーとともに編集前のネガを探そうとしたが既に紛失した後だった。ハーディは99分版をコーマンの元に送ったことを憶えていたため、コーマンに問い合わせたところ彼の元にディレクターズカットが唯一現存することがわかった。これをもとに、ワーナーが売却したフィルムの権利を買ったアメリカの配給会社アブラクサスと協議の上ハーディらによる修復が進められ、1979年には96分の再編集版が作られアブラクサス社によってアメリカで再公開された。しかしこれとは別に、1979年版にはないシーンが収録された別の長時間版のビデオが、アメリカでメディア・ホーム・エンタテインメント社によりリリースされ、1980年代以降に日本など各国でも流通したが、どのような経緯でこのビデオが発売されたのかは不明である。また日本 では1998年になりようやく劇場公開された（このとき上映されたのは87分版）。
2001年、フィルムの世界配給権を持つことになったフランスのカナルプリュスがコーマンが別に持っていたテレシネフィルムをもとにさらに完全に近い版を目指して編集を進め、ハーディのオリジナルに最も近い、それまでで最長の99分版（ディレクターズカット版）をリリースしている。
映画公開40周年にあたる2013年には、ヨーロッパの配給権をもつスタジオカナルが失われた『ウィッカーマン』のフィルムを見つけようとのキャンペーンをFacebookで行い、ハーバード・フィルム・アーカイブから92分の35mmフィルムが発見された。これは以前「ミドルバージョン」と呼ばれたもので、ハーディの編集したオリジナル版からハーディ自身が再編集したものだが一度も上映されなかったバージョンだった。ハーディは、アプラクサスと作った1979年版も発見されたことで、当初構想していたストーリーのつながりが再現できることには安堵しているが、オリジナル版は二度と見つからないだろうと述べている。
ハーディは2013年7月、スタジオカナルがフィルムの修復を進め、最も完全版に近いバージョンの公開を予定していると発表した。北米ではデジタル修復された『ウィッカーマン final cut』（The Wicker Man: The Final Cut）が2013年9月に公開され、2013年10月にDVDで発売された。ファイルナルカット版の上映時間はオリジナル版よりは短いものの、劇場公開版よりは長い91分である。『ウィッカーマン final cut』は、日本では2020年に劇場公開された。
イギリス版『ウィッカーマン final cut』のDVDは、1枚目は『Burnt Offering: The Cult of the Wicker Man』『Worshipping The Wicker Man』『The Music of The Wicker Man』の3本のミニ・ドキュメンタリーを収録しているほか、ハーディとリーへのインタビュー、劇場予告編などを収録し、2枚目にファイルナルカット版（HD）のほかに87分のイギリス公開版（HD）と99分のディレクターズカット版（SD）の両方、オーディオコメンタリー、メイキングなどを収録し、3枚目はオリジナルサウンドトラックとなっている。

## 音楽
使用されている音楽はポール・ジョヴァンニとマグネットによって作曲された。サウンドトラックは、子守唄『Baa, Baa, Black Sheep』やラストに歌われる『Sumer is icumen in』など古くから伝わる歌や、ブリット・エクランドが踊る『Willow's Song』、子供たちが歌う『メイポール』（Maypole Song）など、キリスト教以前のヨーロッパ文化にヒントを得て作られたフォークソングが中心である。
封切り前後の収録音源発売は見送られ、1998年2月イギリスのTrunk Recordsからコレクター向けLPレコード盤で発売されている。
Magnet & Paul Giovanni - The Wicker Man (The Original Motion Picture Soundtrack Music & Effects) - Trunk Records - BARKED 4

## 国内版DVD
- 2003年6月21日、日本国内版が『ウィッカーマン 特別完全版』として初DVD化され、スティングレイ社から限定発売された。1973年の劇場公開版（88分）と、エクステンデッド版（99分）の2枚組であった。原盤はフランスのスタジオカナル社制作。
- 2009年2月13日、日本国内版が再DVD化された。1973年の劇場公開版のみ収録の1枚組で、原盤は上記と同じくスタジオカナル社制作である。ただし、特別完全版DVDとは特典映像はほぼ同じようではあるが、音声仕様などは異なる。

## 関連作
『The Wicker Tree』2011年の日本未公開映画。本作とは直接的な関係はないが、題材は同じで監督はロビン・ハーディ、教祖役をクリストファー・リーが演じている。いわゆる精神的な続編に当たる作品。

## リメイク
2006年にニコラス・ケイジ製作・主演でリメイクされた。